# Les Loups sauvages
Pour plus de détails, voir Fiche technique et Distribution.
Les Loups sauvages (野獣を消せ, Yajū o kese) est un film japonais réalisé par Yasuharu Hasebe, sorti en 1969.

## Synopsis
Tetsuya Asai revient d'Alaska au Japon pour la première fois en deux ans, et il apprend que sa sœur a été tuée par des bandits. Il va alors venger sa sœur et tuer tous les membres du groupe criminel,.

## Fiche technique
- Titre : Les Loups sauvages[2]
- Titre original : 野獣を消せ (Yajū o kese?)
- Réalisation : Yasuharu Hasebe
- Assistant réalisateur : Koretsugu Kurahara (ja)
- Scénario : Hideichi Nagahara (ja) et Ryuzō Nakanishi (ja)
- Photographie : Shinsaku Himeda (ja)
- Montage : Akira Suzuki (ja)
- Décors : Takeo Kimura
- Musique : Kōichi Sakata (ja)
- Société de production : Nikkatsu
- Société de distribution : Nikkatsu
- Pays de production :  Japon
- Langue originale : japonais
- Format : couleur - 2,35:1 - 35 mm - son mono
- Genre : film d'action
- Durée : 84 minutes (métrage : huit bobines - 2 292 m[4])
- Dates de sortie :
  - Japon : 22 février 1969[4]
  - France : 5 janvier 1977[2]

## Distribution
- Tetsuya Watari : Tetsuya Asai
- Tatsuya Fuji : Yada
- Tamio Kawachi (ja) : Sado
- Tomio Aoki
- Masao Shimizu : Gohei Yamamuro